# الکساندر ژنییز
الکساندر ژنییز (فرانسوی: Alexandre Geniez‎؛ زادهٔ ۱۶ آوریل ۱۹۸۸) دوچرخه‌سوار اهل فرانسه است.
از باشگاه‌هایی که در آن رکاب زده‌است می‌توان به تیم دوچرخه‌سواری اف‌دی‌جی، دلکو–مارسی پوونس کی‌تی‌ام، تیم سانوب، و آژ۲آر لا موندیال اشاره کرد.